# Jan Koła (hetman polny)
Jan Kola z Dalejowa herbu Junosza (zm. 1543) – hetman polny koronny od 1529, kasztelan halicki, starosta kamionacki.

## Życiorys
Jego ojcem był Paweł Koła (syn Jana Starszego Koli), podkomorzy halicki i kasztelan halicki oraz wojewoda podolski.
Brał udział w wojnie mołdawskiej w 1506. W roku 1513 został podkomorzym, a w 1520 kasztelanem halickim. W 1529 został dowódcą obrony potocznej. Był pierwszym dowódcą tej formacji, którego tytułowano hetmanem polnym (łac. capitaneus campestris). Już jako hetman odparł najazd hospodara mołdawskiego Piotra Raresza na Pokucie.
31 grudnia 1530 poniósł jednak porażkę w bitwie pod Chocimiem. W 1534 odrzucił zagony czambułów tatarskich atakujące Wołyń. W 1539 przekazał buławę polną koronną swojemu zięciowi Mikołajowi Sieniawskiemu.